# شبیه‌سازی تصادفی
شبیه‌سازی، تقلیدی از یک سیستم یا فرایند واقعی با گذشت زمان است. گاهی اوقات به‌دلیل روابط ساده بین اجزای یک سیستم، امکان استفاده از مدل‌های دقیق ریاضی برای تحلیل روابط وجود دارد. در این‌ صورت نتایج به‌دست‌آمده، دقیق هستند. اما غالب مدل‌های واقعی، بسیار دشوار هستند و استفاده از مدل‌های ریاضی نیز دشوار است.
در مدل‌سازی ریاضی، دو نوع شبیه‌سازی وجود دارد. در شبیه‌سازی قطعی، نتایج به‌وضوح از طریق روابط قطعی بین عبارات و رویدادها بدون هیچ‌گونه اختلاف تصادفی به‌دست می‌آیند. در واقع در این نوع شبیه‌سازی نه متغیر تصادفی داریم و نه درجه‌ای از تصادفی‌بودن رویداد، در عوض از معادلات ریاضی استفاده می‌شود. در این محیط، هر رویدادی که به‌طور منحصربه‌فرد رخ می‌دهد، برآمد را مشخص می‌کند. مثال یک پیاده در شطرنج همواره از B2 به B3 حرکت می‌کند اما در محیط تصادفی همیشه درجه‌ای از اتفاقی‌بودن وجود دارد.
در نظریه احتمال، فرایند تصادفی یک «شی ریاضی» است که معمولاً به‌عنوان مجموعه‌ای از متغیرهای تصادفی تعریف می‌شود. با استفاده از مدل تصادفی، ما قادر خواهیم‌بود پیش‌آمدهایی بر اساس مقادیر تصادفی بدست‌آوریم. داده‌های بدست‌آمده (خروجی) ثبت شده و دوباره مجموعه‌ای جدید از مقادیر تصادفی متغیرها تکرار می‌شود. این مراحل تا زمانی که اطلاعات کافی به‌دست آید، تکرار می‌شود. توزیع این خروجی‌ها، محتمل‌ترین برآوردها را نشان می‌دهد. هم‌چنین یک قاب از انتظارات را به ما نشان می‌دهد که چه بازه‌ای از داده‌ها، احتمال بیشتر یا کمتری را به خود اختصاص داده‌اند. در واقع این قاب انتظارات، بیان‌گر مقدار تابع جرم احتمال در حالت گسسته و تابع چگالی احتمال در حالت پیوسته‌است.
شبیه‌سازی تصادفی با استفاده از احتمالات انجام می‌شود. یک مثال معروف وجود دارد و آن این است که ما یک پرنده را بر روی شاخهٔ درخت تماشا می‌کنیم و می‌توانیم با انداختن یک تاس، رفتارش را تحت تأثیر قراردهیم. وقتی باد می‌وزد، ما عدد شش می‌آوریم و پرنده سرجای خودش می‌ماند. اگر چهار یا کمتر بیاوریم، پرنده حرکت می‌کند. در نقطه‌ای دیگر دوباره ارزیابی می‌کنیم که آیا پرنده حرکت می‌کند؟ در این صورت مدل تصادفی از رفتار پرنده به‌دست می‌آوریم. حال اگر این رویداد را برای تعداد زیادی پرنده هم تکرار کنیم، با این فرض که انتخاب‌های آن پرندگان بر روی یک‌دیگر تأثیر نداشته باشد، رفتار متوسط کل پرندگان را به‌دست می‌آوریم. در واقع مدل تصادفی، اگر به تعداد کافی تکرار شود، می‌تواند نتایج مشابه با مدل واقعی داشته باشد. حال اگر رفتار هر پرنده، بر پرندهٔ دیگری تأثیر بگذارد، جامعهٔ ما، متأثر از رفتارهای تصادفی یک فرد قرار خواهد گرفت. پس لزوم شبیه‌سازی قابل درک است.

## تاریخچه
تصادفی در ابتدا به معنای «مربوط به حدس و گمان» بود، در یونان باستان لغت یونانی باستانی (στοχαστικός)، با خوانش (stokhastikós). عبارت «تصادفی تعیین‌شده» ابتدا در سال ۱۹۳۴ در آلمان (Stochastik) قابل درک و ثبت شد.

## کاربرد
یک سیستم شیمیایی همگن را در نظر بگیرید. برای توصیف ریاضی رفتار زمانی آن، دو رویکرد وجود دارد.
- رویکرد قطعی، تکامل زمانی را به‌عنوان یک فرایند مستمر، فرایندی کاملاً قابل پیش‌بینی می‌داند که با پاره‌ای از معادلات دیفرانسیلی معمول، توجیه‌پذیر است.
- رویکرد تصادفی اما آن را یک فرایند تصادفی می‌داند که در آن احتمال‌ها را به‌طور تجربی با کمک آزمایش تعیین می‌کنند. در این رویکرد تنها از یک معادله دیفرانسیلی برای فرایند تکامل زمانی استفاده می‌کنند.